# Nemotelus catharistis
Nemotelus catharistis är en tvåvingeart som beskrevs av Lindner 1930. Nemotelus catharistis ingår i släktet Nemotelus och familjen vapenflugor. Inga underarter finns listade i Catalogue of Life.